# زلدا هریس
زلدا هریس (انگلیسی: Zelda Harris؛ زادهٔ ۱۷ فوریهٔ ۱۹۸۵) یک هنرپیشه اهل ایالات متحده آمریکا است. وی بین سال‌های ۱۹۹۱ تا ۲۰۰۲ میلادی فعالیت می‌کرد.
از فیلم‌ها یا برنامه‌های تلویزیونی که وی در آن نقش داشته است می‌توان به او بازی را برد و گروه پرستاران بچه اشاره کرد.